# Станіславівка (Хмельницький район)
Станісла́вівка — село в Україні, у Зіньківській сільській громаді Хмельницького району Хмельницької області. Населення становить 693 особи.

## Географія
Селом протікає річка Самець і впадає у річку Ушицю. На схід від села розташована ботанічна пам'ятка природи — Дуб звичайний. 

## Історія
12 червня 2020 року, відповідно до розпорядження Кабінету Міністрів України № 727-р «Про визначення адміністративних центрів та затвердження територій територіальних громад Хмельницької області», увійшло до складу Зіньківської сільської громади.
19 липня 2020 року, після ліквідації Віньковецького району, село увійшло до Хмельницького району.

## Населення

### Мова
Розподіл населення за рідною мовою за даними перепису 2001 року:
| Мова       | Кількість | Відсоток |
| ---------- | --------- | -------- |
| українська | 693       | 100%     |

## Символіка
Затверджений 23 серпня 2016 р. рішенням № 3 XII сесії сільської ради VII скликання. Автори — О. Г. Рудницький, Г. П. Пиріжок, В. М. Напиткін.

### Герб
У лазуровому щиті з золотої вигнутої бази виростає золоте дерево життя із золотими квітами, що мають золоті серединки з червоною облямівкою. Щит вписаний у декоративний картуш і увінчаний золотою сільською короною. Унизу картуша напис «СТАНІСЛАВІВКА».
Дерево життя — символ того, що Станіславівка була бригадним селом, а, отже, грала величезну роль у вирощуванні хліба та інших сільськогосподарських культур; окрім того, малюнок герба стилізовано нагадує вишивку, оскільки село славилося вишивкою гладдю.

### Прапор
Квадратне полотнище складається з двох горизонтальних смуг — синьої і жовтої — у співвідношенні 5:1. З нижньої смуги виростає жовте дерево життя з жовтими квітами, що мають жовті серединки з червоною облямівкою.

## Відомі люди
В селі народилися
- Буньовський Микола Васильович — сотник піхоти Армії УНР[4].
- Писаренко Павло Трохимович (нар.10 жовтня 1921, Станіславівка) — Герой Радянського Союзу, командир гармати танку, гвардії сержант.